# Dunkerton, Iowa
Dixon är en ort i Black Hawk County i delstaten Iowa, USA.